# Красная Зорька (Мордовия)
 Красная Зорька — деревня в составе Кочкуровского сельского поселения в Кочкуровском районе республики Мордовия.

## География
Находится на расстоянии примерно 10 километров по прямой на восток от районного центра села Кочкурово.

## Население
Постоянное население составляло 120 человек (мордва 98 %) в 2002 году, 116 в 2010 году.